# Hossam Hassan (football, 1989)
Cet article concerne le footballeur égyptien né en 1989. Pour le footballeur égyptien né en 1966, voir Hossam Hassan (football, 1966).
Hossam Hassan (arabe : حسام حسن) est un footballeur international égyptien né le 30 avril 1989. Il évolue au poste de milieu de terrain avec Smouha SC.

## Carrière
- 2009 : ENPPI Club ( Égypte)
- 2010 : KF Skënderbeu Korçë ( Albanie)
- 2010-201. : Al-Masry Club ( Égypte)[1]